# Alexander Kanengoni
Alexander Kanengoni, né le 17 septembre 1951 et mort le 12 avril 2016, est un écrivain et journaliste zimbabwéen, qui a été membre de la Zimbabwe African National Liberation Army (ZANLA) et qui a participé à la guerre pour l'indépendance.

## Biographie
Alexander Kanengoni est diplômé du Kutama College (en) ainsi que de l'université du Zimbabwe.

## Publications
- (en) Effortless Tears, nouvelle, Academic Books, 1993
- (en) Echoing Silences, roman, Heinemann, 1988[2]
- (en) When the Rainbird Cries, Longman, 1988